# Bhogadi
Bhogadi is een census town in het district Mysore van de Indiase staat Karnataka. 

## Demografie
Volgens de Indiase volkstelling van 2001 wonen er 4813 mensen in Bhogadi, waarvan 53% mannelijk en 47% vrouwelijk is. De plaats heeft een alfabetiseringsgraad van 64%. 